# Казаков, Михаил Константинович
Казаков, Михаил Константинович (род. 26 февраля 2002, Екатеринбург) — российский саксофонист, победитель самого престижного в мире ежегодного конкурса «Andorra SaxFest», лауреат Международного конкурса им. А. Сакса, артист компании Henri Selmer Paris.

## Биография

### Детство и образование
Михаил Казаков родился 26 февраля 2002 года в г. Екатеринбурге. В возрасте 5 лет Мише диагностировали хроническую астму и по совету врачей мама, Казакова Елена Сергеевна, отдала мальчика в класс духовых инструментов в Белгороде, где музыкант начал свой путь с игры на блокфлейте. С 7 лет обучался на саксофоне в Музыкальной школе № 6 города Екатеринбурга в классе кларнетиста Лонгового Дениса Владимировича. Благодаря активности педагога и родителей, юный Миша регулярно выступал на музыкальных состязаниях различного уровня и за время обучения в музыкальной школе стал лауреатом более 50 всероссийских и международных конкурсов.
В 2014 г. музыкант стал лауреатом премии главы города Екатеринбурга. Летом 2016 г. был принят в Уральскую специальную музыкальную школу (колледж) при Свердловской консерватории им. Мусоргского в класс Паращука Игоря Олеговича.
Весной 2017 г. в Екатеринбурге состоялись Шестнадцатые молодежные Дельфийские игры России, где Михаил завоевал серебряную медаль и познакомился со своим будущим наставником, президентом Евразийской ассоциации саксофонистов — Никитой Зиминым. С 2018 г. обучение Михаила продолжилось в Московском государственном колледже музыкального исполнительства им. Ф. Шопена под руководством Никиты Михайловича.

### Конкурсная деятельность и музыкальная карьера
Во время учёбы Михаил принимал активное участие как в концертах и фестивалях, организуемых колледжем, фондом Владимира Спивакова, фондом «Искусство, наука и спорт», так и в конкурсах различного уровня — за четыре года, проведенных в колледже, музыкант стал победителем самого престижного ежегодного конкурса для саксофонистов в мире «Andorra SaxFest» (2021, г. Андорра-ла-Велья, Андорра), лауреатом I степени Гранта Мэра Москвы (2020 г., Москва), финалистом и обладателем специального приза телепроекта «Синяя птица» на телеканале «Россия 1» (2021, г. Москва), обладателем Гран-При XII международного конкурса фонда Алишера Усманова «Золотые таланты» (2020, г. Курск). В 17 лет Михаил, будучи студентом второго курса колледжа, впервые поехал на «саксофонную олимпиаду» — конкурс им. Адольфа Сакса, проходящий раз в четыре года на родине изобретателя саксофона в небольшом городе Динан (Бельгия). Там в 2019 г. юноша стал самым молодым полуфиналистом и обладателем специального приза в истории состязания.
Весной 2021 г. после триумфа Михаила на конкурсе в Андорре представитель компании «Henri Selmer Paris» Кристоф Грэс лично подарил музыканту новый саксофон Selmer «Supreme» — самый совершенный из ныне существующих. В октябре 2022 г. по личному приглашению композитора Кирилла Рихтера едет в Швейцарию для работы над записью его произведения для театра танца Gauthier Dance (Theaterhaus Stuttgart).
Осенью 2023 г. Михаил в компании с пианистом, лауреатом конкурса им. Чайковского Валентином Малининым, во второй раз отправляется на конкурс им. Адольфа Сакса в Динан (Бельгия). Услышав исполнение Михаилом и Валентином своего произведения «5 visions amoureuses», которое было написано специально для первого тура конкурса, французский композитор Жан-Дени Миша́ решает посвятить это произведение дуэту музыкантов из России. После второго тура конкурса Михаил удостоился специального приза за лучшее исполнение обязательного произведения — «Impetus». Вручала приз молодому музыканту лично композитор — Нина Сенк. На следующее утро после объявления результатов второго тура и новости о том, что Михаил стал одним из шести финалистов «саксофонной олимпиады», саксофонисту сообщают о том, что неожиданно на 37ом году жизни умирает один из его самых близких людей — первый музыкальный педагог, близкий друг семьи и крестный отец Михаила — Денис Владимирович Лонговой. Свое выступление в финале на главной мировой сцене Михаил посвятил только что ушедшему другу. На объявлении результатов конкурса музыкант был удостоен звания лауреата III степени.
Совместно с пианистом Валентином Малининым в 2023 г. молодые музыканты создают дуэт «Импульс». Премьера первой одноименной концертной программы с большим успехом состоялась 24 сентября в малом концертном зале «Зарядье».
Михаил выступал на различных сценах России, среди которых Большой зал Московской Консерватории, Концертный зал им. Чайковского Московской филармонии, Концертный зал «Зарядье», Московский международный Дом музыки. Также участвовал в концертах за рубежом: в Великобритании, Бельгии, Италии, Испании, Австрии, Германии, Андорре, Греции, Черногории, Азербайджане, Беларуси.
Музыканту посвящают свои произведения современные композиторы, такие как Жан-Дени Миша́ (5 visions amoureuses), Кристиан Лоба (Valse Pigalle), Валентин Малинин (Песнь над Ла-Маншем).
Михаил Казаков — приглашенный артист Московского государственного симфонического оркестра и Государственного академического симфонического оркестра России им. Евгения Светланова.
С 2024 г. Михаил является артистом самой известной компании по производству саксофонов «Selmer» (г. Париж, Франция).

### Просветительская деятельность
Уже в юном возрасте саксофонист даёт публичные мастер-классы в разных городах России и за рубежом.
Весной 2024 г. Михаил отправился в концертный тур по странам Европы (Италия, Испания, Австрия, Андорра), в котором выступления часто сопровождались проведением мастер-классов. 29 мая 2024 г. провел открытый мастер-класс в Венском университете музыки и исполнительского искусства — одном из крупнейших и наиболее известных в мире университетов, который специализируется в области исполнительских искусств музыки, театра и кино.
В 2024 г. вошел в состав жюри международного конкурса «Andorra SaxFest» (Андорра).